# Ironia romantyczna
Ironia romantyczna – pojęcie to wiąże się ściśle z osobą niemieckiego filozofa Friedricha Schlegla. Ironia romantyczna określa koncepcję postawy twórcy wobec świata, wyrażająca się w przekonaniu o dominacji fantazji twórczej, pojmowaniu aktu twórczego jako gry, w której zacieranie granicy między rzeczywistością a fikcją łączyły się z poczuciem supremacji twórcy wobec dzieła. 
Podstawą do refleksji poetologicznych Schlegla w jego dziele Fragmenty krytyczne była twórczość Ludwiga Tiecka, a w szczególności jego przełomowe dzieło, udramatyzowana baśń ludowa Kot w butach: bajka dla dzieci w 3 aktach, z intermedium, prologiem i epilogiem. Właśnie zabieg Tiecka Schlegel nazywa ironią romantyczną. Znalazła ona później wyraz między innymi w twórczości Juliusza Słowackiego, Cypriana Norwida czy Heinricha Heinego.